# The Mighty Casey
"The Mighty Casey" és el trenta-cinquè episodi de la sèrie de televisió d'antologia La Dimensió Desconeguda. El seu títol és una referència al poema de beisbol "Casey at the Bat". Es va emetre originalment el 17 de juny de 1960 a CBS. L'episodi va ser escrit per Rod Serling, i dirigida per Robert Parrish i Alvin Ganzer.

## Narració d'obertura
| « | El que estàs mirant és un fantasma, abans viu però ara mort. Hi havia una vegada un estadi de beisbol que acollia un club de lligues importants conegut com Hoboken Zephyrs. Ara no alberga més que records i un vent que s'agita a l'herba alta del que abans va ser un camp exterior, un vent que de vegades té una semblança tènue i fantasmal amb el rugit d'una multitud que hi havia assegut. Ja hem tornat en el temps, quan els Hoboken Zephyrs encara formaven part de la Lliga Nacional, i aquest mausoleu de records era un estadi honest per a Pete. Però com que es tracta estrictament d'una història de fer creure, ha de començar d'aquesta manera: hi havia una vegada, a Hoboken, Nova Jersey, era el dia de la prova. I tot i que encara no és al camp, esteu a punt de conèixer un noi molt inusual, un llançador esquerrà anomenat Casey. | » |

## Argument
"Mouth" McGarry, gerent d'un equip de beisbol trencat anomenat Hoboken Zephyrs a les seves últimes etapes, es presenta al Dr. Stillman, un inventor que va construir un robot anomenat Casey per jugar a l'equip. Casey té la capacitat de llançar boles súper ràpides, boles súper lentes i boles corbes extremes que no es poden colpejar.
Finalment, després que Casey rep una pilota i li fa un examen físic, la Lliga Nacional descobreix i dictamina que Casey ha de ser retirat de l'equip perquè no és humà. Aleshores el Dr. Stillman instal·la un cor artificial per a Casey.
Tanmateix, a causa del seu nou cor, Casey ara posseeix emocions humanes. Es nega a llançar més les seves pilotes ràpides, dient que sent empatia amb el batedor i que no vol arruïnar la carrera del batedor fent-lo fora, i deixa el beisbol per convertir-se en treballador social. Amb l'equip segur que es retirarà aviat, el Dr. Stillman dóna els plànols de Casey a McGarry com a record. Mirant-los, McGarry de sobte té una idea i corre darrere del Dr. Stillman per dir-li-ho. Més tard surten rumors que insinuen que McGarry ha utilitzat els plànols per construir un equip de campions del món de robots Casey.

## Narració de cloenda
| « | Hi havia una vegada un equip de beisbol de la Lliga Major anomenat Hoboken Zephyrs, que durant l'últim any de la seva existència, va acabar en l'últim lloc i poc després va acabar en l'oblit. Hi ha un rumor, sense fonaments, és clar, que un entrenador anomenat McGarry els va portar a la costa oest i va acabar amb diversos banderins i un parell de campionats del món. Aquest equip tenia una plantilla de llançament que va fer història. Per descomptat, cap d'ells va somriure gaire, però passa que és un fet que van llançar com res humà. I si esteu interessats en saber d'on provenen aquests senyors, podeu comprovar a "B" per a Beisbol, a La Dimensió Desconeguda. | » |

## Producció
D'acord amb "The Twilight Zone: Unlocking the Door to a Television Classic" de Martin Grams, la producció sencera va ser filmada originalment amb Paul Douglas en el paper de direcció. (Douglas anteriorment va interpretar un entrenador d'equip de beisbol a la pel·lícula de 1951 Angels in the Outfield.) El divendres 11 de setembre, 1959, l'endemà d'acabar el rodatge de l'episodi, Douglas va morir. Douglas havia patit, sense que ningú ho sàpiga, un incipient infart de miocardi durant la producció; la seva actuació es va veure afectada negativament, ja que a la pel·lícula, Douglas va aparèixer tacat i respirant amb dificultat.
L'escriptor i productor executiu Rod Serling va considerar que les circumstàncies de la mort de Douglas van posar en mal estat el que se suposava que era un episodi còmic alegre i va decidir que era calia tornar a rodar. La CBS es va negar a finançar cap re-gravació, així que, en conseqüència, pràcticament tota la producció es va tornar a rodar a costa de Cayuga Productions de Rod Serling amb Jack Warden en el paper del director de l'equip. Els altres papers no es van refondre, i es va utilitzar el màxim d'imatges de la filmació original, inclosa (a la plana final de l'episodi) una escena en què Douglas es veu a la distància, d'esquena a la càmera, com el gerent. El director original Alvin Ganzer no estava disponible per al rodatge, així que Robert Parrish va ser contractat per completar el rodatge; tots dos són acreditats com a directors a l'episodi acabat.
En el guió original del primer esborrany de Serling (i en la seva adaptació de contes que va aparèixer a l'antologia de 1960, Stories from The Twilight Zone), se suposava que l'equip havia estat els Brooklyn Dodgers (el seu estadi a la història original era "Tebbet's Field"), que, com els ficticis "Hoboken Zephyrs", es va traslladar a l'oest el 1958 per convertir-se en els Los Angeles Dodgers. La narració final es refereix a l'esborrany original: en el moment de l'emissió, els Dodgers havien vençut als Chicago White Sox per guanyar les Sèries Mundials de l'any anterior, fent-ho amb un personal de llançament dominant amb Don Drysdale, Johnny Podres i un jove Sandy Koufax.
Les escenes de beisbol es van filmar a la versió de Los Angeles de Wrigley Field, un lloc molt utilitzat per a pel·lícules de Hollywood amb escenes de beisbol. La sèrie de televisió Home Run Derby també es va rodar a Wrigley, i també es va emetre aquell estiu de 1960. Les imatges de Wrigley, amb les grades buides, es va complementar amb breus clips d'escenes de multitud de material d'arxiu, de Polo Grounds i Fenway Park.